# 네르갈

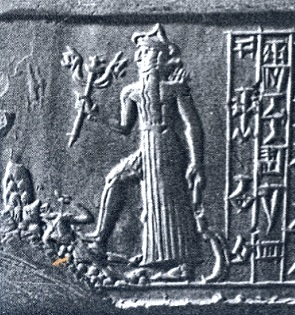

네르갈(또는 니르갈,니르갈리)은 바빌로니아의 신을 말한다. 그의 숭배의 도시시는 쿠타에 있었는데 현재의 텔-이브라힘이다. 네르갈은 히브리 Bible에 쿠트 시의 신으로 언급되어 있다. "그리고 바빌로인들은 수코트-베노트를 만들었고 쿠트인들은 네르갈을 만들었다." (2 왕, 17:30). 그는 엔키과 닌키의 아들이었다. 엔릴과 닌릴 사이에서 태어난 난나르의 딸 에레쉬키갈의 남편이다.
사막, 불, 태양의 음적 특색 및 지하세계의 신이며 또한 크리스도 및 유대교와 라이벌 관계에 있던 신 중의 하나였던 네르갈은 때로 Demon(데몬)이라 불리었고 사탄으로 확인되기도 하였다. 네르갈은 지옥의 비밀경찰의 수장이며, 벨제부트에 봉사하는 존경받는 첩자였다고 한다.